# Farwell Building
El Farwell Building es un edificio comercial y residencial ubicado en 1249 Griswold Street en el Downtown de Detroit, Míchigan. Fue designado Sitio Histórico del Estado de Míchigan en 1974 e incluido en el Registro Nacional de Lugares Históricos en 1976. Pertenece al Distrito Histórico de Capitol Park.

## Descripción

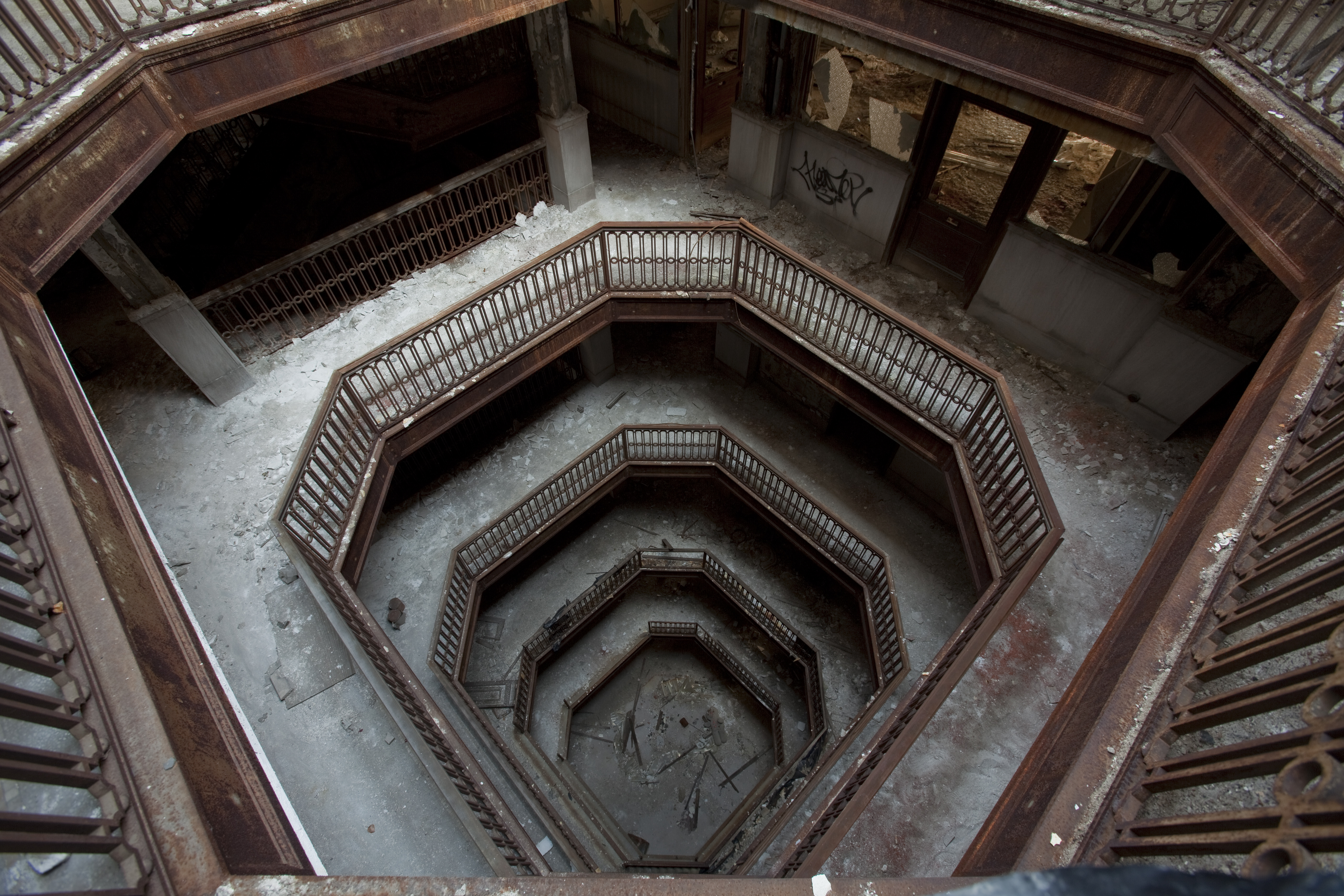
Interior del edificio, mirando hacia el patio de luces.

El Farwell Building es un edificio rectangular de ocho pisos construido de ladrillo y diseñado en el estilo arquitectónico de la escuela de Chicago. La fachada frontal hace un uso extensivo de vidrio e incluye elementos tanto horizontales como verticales. Un friso horizontal cruza la fachada en el nivel de entrada, y un segundo friso decorado con triglifos y metopas adorna el segundo piso. Pilastras jónicas se encuentran en las esquinas del edificio y flanquean la entrada central. Las rejas de hierro decoran el travesaño de entrada, y el interior cuenta con un techo de mosaico de Tiffany, puertas de ascensor de bronce y paredes de mármol.

## Historia
El edificio Farwell lleva el nombre de la propiedad de Jesse H. y Emmer J. Farwell. El edificio se completó en 1915 a partir de los planos realizados por el arquitecto Harrie W. Bonnah. La herrería decorativa (y estructural) fue realizada por Russell Wheel and Foundry Company de Detroit.
En 1956, el Farwell se modificó significativamente: se eliminó la cornisa de terracota original con tejas Pewabic y se realizaron cambios significativos en la fachada a nivel del suelo. Higgins Management Company compró el Farwell durante la década de 1970 y renovó el edificio para oficinas comerciales. Sin embargo, desde 1984, el edificio ha estado completamente vacío.
En octubre de 2009, el estado de Míchigan anunció que estaba en negociaciones para comprar el edificio a los propietarios actuales a través del Programa de Estabilización de Vecindarios federal con un precio de venta final que se espera sea de más de 3 millones de dólares, menos los impuestos a la propiedad vencidos adeudados por el edificio. En abril de 2012, Karp and Associates, con sede en Lansing, presentó una oferta exitosa para restaurar el edificio y el cercano Detroit Savings Bank Building para albergar unidades residenciales, oficinas y locales comerciales. Parte de las renovaciones incluirá la recreación de la cornisa removida en 1957.